# Campionati del mondo di ciclocross 1960
I Campionati del mondo di ciclocross 1960 si svolsero a Tolosa, in Spagna, il 21 febbraio.

## Medagliere
| Pos.   | Nazione        | Oro | Argento | Bronzo | Totale |
| ------ | -------------- | --- | ------- | ------ | ------ |
| 1      | Germania Ovest | 1   | 0       | 0      | 1      |
| 2      | Svizzera       | 0   | 1       | 0      | 1      |
| 3      | Francia        | 0   | 0       | 1      | 1      |
| Totale | Totale         | 1   | 1       | 1      | 3      |

## Sommario degli eventi
| Eventi         | Oro                           | Tempo  | Argento                      | Tempo | Bronzo               | Tempo   |
| Uomini         |                               |        |                              |       |                      |         |
| Elite dettagli | Rolf Wolfshohl Germania Ovest | 57'11" | Arnold Hungerbühler Svizzera | a 14" | Robert Aubry Francia | a 1'00" |